# 후지모토 고타
후지모토 고타(일본어: 藤本 康太, 1986년 4월 2일 ~ )는 일본의 전 축구 선수이다.

## 구단 경력
그는 2005년부터 201년까지 J리그의 세레소 오사카에서 활동하였다.